# Kirchzell
Kirchzell település Németországban, azon belül Bajorországban. Lakosainak száma 2238 fő (2023. december 31.).

## Népesség
A település népessége az elmúlt években az alábbi módon változott:
| Lakosok száma | 1005 | 1452 | 2320 | 2382 | 2273 | 2248 | 2224 | 2241 | 2198 | 2238 |
|               | 1875 | 1950 | 1975 | 1987 | 2012 | 2014 | 2016 | 2017 | 2021 | 2023 |